# Барон Эгремонт
Барон Эгремон (англ. Baron Egremont) — дворянский титул, создававшийся дважды: в 1449 году (в системе пэрства Англии) и в 1963 году (в системе пэрства Великобритании). 

## История
Впервые титул был создан 20 ноября 1449 года для Томаса Перси, 1-го барона Эгремонта, 2-й сын Генри Перси, 2-го графа Нортумберленда. Название титула произошло от имени принадлежавшего Перси замка Эгремонт в Камберленде. Томас активно участвовал в феодальной войне между Невиллами и Перси, а затем в войне Алой и Белой розы. Он погиб в 1460 году в битве при Нортгемптоне. Сын Томаса Джон Эгремонт, никогда не наследовал баронию Эгремонт; предполагается, что он был незаконнорождённым. После того как королём стал Генрих VII, Джон, вероятно, надеялся получить титул и владения отца, поскольку называл себя «лордом Эгремонтом», но его планам не суждено было сбыться. В 1489 году он участвовал в восстании против короля, которое было подавлено, а сам он бежал. К 1492 году он смог вернуться в Англию по соглашению с королём. В 1493 году ему были предоставлены некоторые имения Перси; в этом пожаловании он весьма двусмысленно назван «лорд Эгремон», но в парламент он никогда не вызывался..
27 ноября 1963 года был создан титул барона Эгремонт из Петсворта для Джон Уиндема (5 июня 1920 — 6 июня 1972), сына Эдварда Уиндема, 5-го барона Леконфилда. Он был личным секретарём премьер-министра Великобритании Гарольда Макмилана, титул был ему присвоен после отставки премьер-министра. Позже он унаследовал и титул своего отца.
В настоящий момент титулом владеет Макс Уиндем (родился 21 апреля 1948), 2-й барон Эгремонт и 7-й барон Леконфилд, сын 1-го барона.

## Бароны Эгремонт

### Бароны Эгремонт (1449, пэрство Англии)
- 1449—1460: Томас Перси (29 ноября 1422 — 10 июля 1460), 1-й барон Эгремонт с 1449 года, сын Генри Перси, 2-го графа Нортумберленда[1][7].
- Джон Эгремонт (ок.  1459 — после 30 мая 1505), «лорд Эгремонт», сын предыдущего[К 1][2].

### Бароны Эгремонт из Петсворта, Суссекс (1963, пэрство Великобритании)
- 1963—1972: Джон Эдвард Реджинальд Уиндем[англ.] (5 июня 1920 — 6 июня 1972), 1-й барон Эгремонт с 1963 года, 6-й барон Леконфилд с 1967 года, сын Эдварда Уиндема, 5-го барона Леконфилда[4][5].
- с 1972: Макс Уиндем (родился 21 апреля 1948), 2-й барон Эгремонт и 7-й барон Леконфилд с 1972 года, сын предыдущего[6].